# 德賴瓦利 (內華達州)
德賴瓦利（英語：Dry Valley）是位於美國內華達州林肯縣的普查規定居民點。

## 人口
根據2020年美國人口普查的數據，德賴瓦利的面積為9.80平方千米，皆為陸地。當地共有人口49人，而人口密度為每平方千米5人。